# Hogna schreineri
Hogna schreineri är en spindelart som först beskrevs av William Frederick Purcell 1903.  Hogna schreineri ingår i släktet Hogna och familjen vargspindlar. Inga underarter finns listade i Catalogue of Life.